# Mogrus linzhiensis
Mogrus linzhiensis är en spindelart som beskrevs av Hu 200. Mogrus linzhiensis ingår i släktet Mogrus och familjen hoppspindlar. Inga underarter finns listade i Catalogue of Life.